# Vincenzo Onorato
Vincenzo Onorato (Napoli, 15 maggio 1957) è un armatore italiano.

## Biografia
Laureato in economia marittima, è presidente di Moby Lines, compagnia di navigazione attiva principalmente sulle tratte da e per la Sardegna. 
Vincenzo Onorato è il presidente di Mascalzone Latino, team velico da lui fondato nel 1993. Già Socio del Reale Yacht Club Canottieri Savoia e ora socio del Circolo Nautico di Roma, ha condotto il team in due sfide di Coppa America (2003-2007). 
Il suo palmarès velico conta diversi successi tra cui sei vittorie ai Campionati del mondo, tre nella classe Farr40 (2006 - 2007 - 2008), IMS (2000), Mumm30 (2000), Sardinia Cup ISAF Offshore Team World Championship (2006), la Giraglia, la Regata dei tre Golfi e la Copa del Rey.
Ha pubblicato un romanzo di fantascienza distopica, Floyd Frugo - Una favola no-global (Mondadori Urania Speciale), nel 2003.
Nel 2017, gli è stato assegnato un premio speciale alla carriera nell'ambito della manifestazione Velista dell'anno. 
Il 7 luglio 2015, Vincenzo Onorato diventa proprietario dell'intera quota societaria sia della Tirrenia - Compagnia Italiana di Navigazione S.p.a. che della Moby S.p.a. nelle quali deteneva rispettivamente il 40% e il 65% prima di acquistare le restanti quote.
Nel 2016 viene costituito il gruppo Onorato Armatori spa che include Moby, Tirrenia e Toremar per una flotta complessiva di 63 navi.
È editore della testata online Sardinia Post.

## Cariche
- Presidente della Moby Lines.
- Presidente del consorzio velico Mascalzone Latino.